# Peter Kušnirák
| 18182 Wiener          | 27 agosto 2000    |
| 18838 Shannon         | 18 luglio 1999    |
| 20495 Rimavská Sobota | 15 agosto 1999    |
| 21656 Knuth           | 9 agosto 1999     |
| 21682 Peštafrantišek  | 9 settembre 1999  |
| 22185 Štiavnica       | 29 dicembre 2000  |
| 22824 von Neumann     | 12 settembre 1999 |
| 22901 Ivanbella       | 12 ottobre 1999   |
| 24260 Kriváň          | 13 dicembre 1999  |
| 25384 Partizánske     | 18 ottobre 1999   |
| 25778 Csere           | 4 febbraio 2000   |
| 25864 Banič           | 8 aprile 2000     |
| 26390 Rušin           | 19 ottobre 1999   |
| 26401 Sobotište       | 19 novembre 1999  |
| 26639 Murgaš          | 5 maggio 2000     |
| 26640 Bahýľ           | 9 maggio 2000     |
| 26661 Kempelen        | 27 novembre 2000  |
| 27525 Vartovka        | 29 aprile 2000    |
| 28878 Segner          | 26 maggio 2000    |
| 30252 Textorisová     | 30 aprile 2000    |
| 30253 Vítek           | 30 aprile 2000    |
| 32294 Zajonc          | 26 agosto 2000    |
| 32531 Ulrikababiaková | 13 agosto 2001    |
| 34753 Zdeněkmatyáš    | 24 agosto 2001    |
| 36060 Babuška         | 14 settembre 1999 |
| 36888 Škrabal         | 29 settembre 2000 |
| 37279 Hukvaldy        | 22 dicembre 2000  |
| 38684 Velehrad        | 25 agosto 2000    |
| 40440 Dobrovský       | 11 settembre 1999 |
| 40441 Jungmann        | 11 settembre 1999 |
| 40459 Rektorys        | 14 settembre 1999 |
| 42998 Malinafrank     | 17 ottobre 1999   |
| 44613 Rudolf          | 8 settembre 1999  |
| 46280 Hollar          | 21 maggio 2001    |
| 48171 Juza            | 23 aprile 2001    |
| 51895 Biblialexa      | 19 agosto 2001    |
| 59800 Astropis        | 14 agosto 1999    |
| 60148 Seanurban       | 16 ottobre 1999   |
| 60150 Zacharias       | 19 ottobre 1999   |
| 61404 Očenášek        | 26 agosto 2000    |
| 62794 Scheirich       | 22 dicembre 2000  |
| 71783 Izeryna         | 30 settembre 2000 |
| 74764 Rudolfpešek     | 15 settembre 1999 |
| 77621 Koten           | 25 maggio 2001    |
| 78536 Shrbený         | 7 settembre 2002  |
| 86048 Saint-Tropez    | 9 agosto 1999     |
| 92389 Gretskij        | 3 maggio 2000     |
| 93256 Stach           | 29 settembre 2000 |
| 94556 Janstarý        | 11 novembre 2001  |
| 96765 Poznańuni       | 10 settembre 1999 |
| 97786 Oauam           | 5 luglio 2000     |
| 103016 Davidčástek    | 8 dicembre 1999   |
| 113210 Petrfatka      | 7 settembre 2002  |
| 123647 Tomáško        | 31 dicembre 2000  |
| 125371 Vojáček        | 14 novembre 2001  |
| 139233 Henych         | 25 aprile 2001    |
| 143139 Kučáková       | 7 dicembre 2002   |
| 167208 Lelekovice     | 17 ottobre 2003   |
| 250719 Jurajbardy     | 23 settembre 2005 |
| 301949 Hambálek       | 3 febbraio 2000   |

Peter Kušnirák (Piešťany, 22 maggio 1974) è un astronomo slovacco.
Lavora all'Osservatorio di Ondřejov in Repubblica Ceca.
Prolifico scopritore di asteroidi, il Minor Planet Center gli accredita le scoperte di 291 asteroidi, effettuate tra il 1999 e il 2005, di cui 185 in cooperazione con altri astronomi: Ulrika Babiaková, Kamil Hornoch, Petr Pravec e Lenka Kotková Šarounová
Gli è stato dedicato l'asteroide 17260 Kušnirák.